# Michelle Waterson
Michelle E. Waterson, född 6 januari 1986 i Aurora, är en amerikansk MMA-utövare som sedan 2015 tävlar i organisationen Ultimate Fighting Championship.